# Борки (Архангельська область)
Борки (рос. Борки) — присілок в Котлаському районі Архангельської області Російської Федерації.
Населення становить 357 осіб. Входить до складу муніципального утворення Котласький муніципальний округ.

## Історія
До 2022 року входило до складу муніципального утворення Черемуське поселення.

## Населення
| 2002 | 2010 | 2012 |
| ---- | ---- | ---- |
| 379  | ↘321 | ↗357 |